# 1970 في المملكة المتحدة
فيما يلي قوائم الأحداث التي وقعت خلال عام 1970 في المملكة المتحدة.

## أحداث
- 16 يوليو – دورة ألعاب الكومنولث البريطانية 1970

## سياسة

### تعيين في المنصب
- 19 يونيو – إدوارد هيث رئيس وزراء المملكة المتحدة.
- 19 يونيو – جيمس كالاهان وزير ظل الدولة للداخلية [الإنجليزية]‏.
- 19 يونيو – روي جنكينز وزير ظل الدولة الخزانة [الإنجليزية]‏.
- 19 يونيو – فرانسيس بيم، البارون بيم مسؤول الانضباط في حزب المحافظين [الإنجليزية]‏.
- 19 يونيو – هارولد ويلسون زعيم معارضة.
- 20 يونيو – أليك دوغلاس هيوم وزير الدولة للشؤون الخارجية وشؤون الكومنولث [الإنجليزية]‏.
- 20 يونيو – مارغريت ثاتشر وزير التعليم [الإنجليزية]‏.

### انتهاء فترة المنصب
- 19 يونيو – توني بين Ministry of Technology [الإنجليزية]‏.
- 19 يونيو – جيمس كالاهان وزير الدولة للشؤون الداخلية [الإنجليزية]‏.
- 19 يونيو – روي جنكينز مستشار الخزانة.
- 19 يونيو – ريتشارد كروسمان Secretary of State for Social Services [الإنجليزية]‏.
- 19 يونيو – مايكل ستيوارت وزير الدولة للشؤون الخارجية وشؤون الكومنولث [الإنجليزية]‏.
- 19 يونيو – هارولد ويلسون رئيس وزراء المملكة المتحدة.
- 20 يونيو – مارغريت ثاتشر وزير ظل للتعليم [الإنجليزية]‏.

## رياضة
- 1 يناير – بطولة العالم لسباق الدراجات على الطريق 1970
- 1 يناير – بطولة ويمبلدون 1970
- 18 يوليو – جائزة بريطانيا الكبرى 1970 الفائز يوخن ريندت.

## ظهور
- 1 يناير – كوين
- 1 يناير – موسيقى الأمبينت

## أفلام
من الأفلام التي صدرت هذه السنة في المملكة المتحدة:
- 1 يناير – ابنة رايان من إخراج ديفيد لين.
- 1 يناير – الوادي الأخير من إخراج جيمس كلافيل.

## برامج ومسلسلات وأنمي
- جيش الآباء

## موسيقى

### ألبومات
من الألبومات التي صدرت هذه السنة في المملكة المتحدة:
- 1 يوليو – مونا بون جاكون من غناء يوسف إسلام.
- 23 نوفمبر – كأس شاي لحارث الأرض من غناء يوسف إسلام.

## كتب
من الكتب التي صدرت هذه السنة في المملكة المتحدة:
- 1 سبتمبر – مسافر إلى فرانكفورت من تأليف أجاثا كريستي.

## مواليد

### يناير
- 1 يناير – باولا مالكومسون
- 1 يناير – جون كانتلي
- 1 يناير – ديفيد باورز مخرج أفلام من المملكة المتحدة.
- 4 يناير – ماثيو ستيفنز درّاج طريق من المملكة المتحدة.
- 5 يناير – كريس ويلكنسون لاعب كرة مضرب بريطاني.
- 31 يناير – ميني درايفر[1]

### فبراير
- 4 فبراير – شون إيميت متسابق دراجات نارية من المملكة المتحدة.
- 4 فبراير – غابرييل أنور[2]
- 14 فبراير – سايمون بيج[3]
- 17 فبراير – دومينيك بورسيل
- 24 فبراير – نيل سوليفان لاعب كرة قدم اسكتلندي.[4]
- 26 فبراير – فيتزروي سيمبسون لاعب كرة قدم جمايكي.[5]

### مارس
- 7 مارس – ريتشل وايز[6]
- 26 مارس – مارتن ماكدونا[7]

### أبريل
- 2 أبريل – جايسون بيري لاعب كرة قدم ويلزي.

### مايو
- 2 مايو – أوين سميث سياسي بريطاني.[8]
- 9 مايو – ديفيد كاوثرون هاينس مسعف من المملكة المتحدة.
- 10 مايو – ديفيد وير لاعب كرة قدم اسكتلندي.[9]
- 11 مايو – جيسون كويلي درّاج طريق من المملكة المتحدة.
- 15 مايو – نيكولا والكر ممثلة بريطانية.[10]
- 22 مايو – ناعومي كامبل[11]
- 27 مايو – تيم فارون سياسي بريطاني.
- 27 مايو – جوزيف فاينس[12]
- 27 مايو – روس ماثيسون لاعب كرة مضرب بريطاني.
- 29 مايو – أسترو تيلر[13]

### يونيو
- 3 يونيو – أندريا كونجريفز لاعبة كرة سلة من المملكة المتحدة.
- 4 يونيو – ريشي هاوتن
- 5 يونيو – إيمون لوغران ملاكم أيرلندي.
- 7 يونيو – هيلين باكسندل[14]
- 9 يونيو – أندي هنت لاعب كرة قدم إنجليزي.[15]
- 10 يونيو – كريس كولمان[16]

### يوليو
- 3 يوليو – أرلين فوستر
- 7 يوليو – واين مكولوغ ملاكم من الولايات المتحدة الأمريكية.
- 19 يوليو – نيكولا ستارجن[17]
- 30 يوليو – كريستوفر نولان مُخرج ومنتج وكاتبٌ سينمائي بريطاني أمريكي.[18]

### أغسطس
- 1 أغسطس – ديفيد جيمس لاعب كرة قدم إنجليزي.[19]
- 1 أغسطس – مارك بيتشي لاعب كرة مضرب بريطاني.
- 13 أغسطس – آلان شيرر لاعب كرة قدم.[20]
- 21 أغسطس – بريان سميث لاعب كرة قدم اسكتلندي.
- 27 أغسطس – بيتر إبدون لاعب سنوكر من المملكة المتحدة.[21]

### سبتمبر
- 3 سبتمبر – غاريث ساوثغيت لاعب ومدرب كرة قدم إنجليزي.[22]
- 4 سبتمبر – آيوني سكاي ممثلة بريطانية.[23]
- 11 سبتمبر – جون سبنسر
- 13 سبتمبر – لويز لومبارد[24]
- 19 سبتمبر – لي بالمر لاعب كرة قدم إنجليزي.
- 26 سبتمبر – كيفن لويد لاعب كرة قدم بريطاني.
- 27 سبتمبر – ماركوس غايل لاعب ومدرب كرة قدم جامايكي.[25]

### أكتوبر
- 8 أكتوبر – آن ماري داف ممثلة إنجليزية.[26]
- 8 أكتوبر – صادق خان سياسي بريطاني.[27]
- 10 أكتوبر – دين كييلي لاعب كرة قدم بريطاني.[28]
- 10 أكتوبر – غافن جونسون لاعب كرة قدم إنجليزي.[29]
- 10 أكتوبر – ماثيو بينسنت[30]
- 19 أكتوبر – كارولين كاتز

### نوفمبر
- 16 نوفمبر – دينيس كيلي كاتب سيناريو بريطاني.[31]
- 30 نوفمبر – فيل باب لاعب كرة قدم أيرلندي.[32]

### ديسمبر
- 18 ديسمبر – جوناثان يو رسام بريطاني.
- 20 ديسمبر – أليستر ماكراي سائق رالي من المملكة المتحدة.
- 30 ديسمبر – سيستر بليس موسيقية بريطانية.[33]

## وفيات

### فبراير
- 2 فبراير – بيرتراند راسل (مواليد 1872) فيلسوف.[34]
- 22 فبراير – دورا بوثبي (مواليد 1881)[35]
- 24 فبراير – تشارلز جاردنر (مواليد 1896) عالم نبات أسترالي.[36]

### مارس
- 15 ديسمبر – إرنست مارسدن (مواليد 1889) فيزيائي بريطاني.[37][37]
- 29 مارس – فيرا بريتن (مواليد 1893) كاتبة إنجليزية.[38]
- 30 مارس – فردريك بيك (مواليد 1886)

### أبريل
- 6 أبريل – الضيف أحمد (مواليد 1936) ممثل مصري.

### يونيو
- 7 يونيو – إي. إم. فورستر (مواليد 1879)[39]
- 15 يونيو – روبرت مريسون مكيفر (مواليد 1882) عالم اجتماع بريطاني.[40]
- 16 يونيو – سيدني تشابمان (مواليد 1888)[41]
- 21 يونيو – بيرز كاريج (مواليد 1942)

### يوليو
- 29 يوليو – جون بابوريلي (مواليد 1899)[42]

### أغسطس
- 6 أغسطس – فرد فيراري (مواليد 1901) لاعب كرة قدم إنجليزي.

### ديسمبر
- 14 ديسمبر – وليم سليم (مواليد 1891)[43]
- 15 ديسمبر – إرنست مارسدن (مواليد 1889) فيزيائي بريطاني.[37][37]
- 17 ديسمبر – نويل تيرنبول (مواليد 1890) لاعب كرة مضرب بريطاني.[44]